# Das Tripas Coração (1992)
Das Tripas Coração é um filme franco-português de 1992, realizado por Joaquim Pinto.

## Elenco
- Elsa Batalha... Beatriz Figueira
- Manuel Wiborg... Armando Figueira
- Leonor Silveira... Leonor
- Armando Cortez... comandante da Brigada de Bombeiros
- Cecília Guimarães... senhora Alice
- Márcia Breia... Clara
- Jorge Silva Melo...
- António J. Pires... Lázaro
- Luís Lucas...
- Michael Góis...
- Joseph Ernst...
- José Nascimento...
- Carla Pereira...
- Rosa Tengarrinha...
- Luís Miguel Augusto...